# Mydaea setifemur
Mydaea setifemur este o specie de muște din genul Mydaea, familia Muscidae, descrisă de Ringdahl în anul 1924. Conform Catalogue of Life specia Mydaea setifemur nu are subspecii cunoscute.